# 바니 이웰

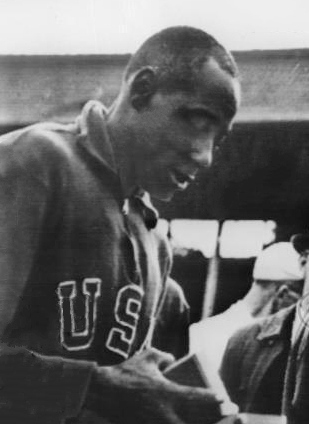

바니 이웰(Barney Ewell, 본명: 헨리 노우드 "바니" 이웰, Henry Norwood "Barney" Ewell, 1918년 2월 25일 ~ 1996년 4월 4일)은 미국의 육상 경기 선수였으며, 1948년 하계 올림픽에서 금메달 1개와 은메달 2개를 획득했다.
펜실베이니아주 해리스버그의 빈곤층에서 태어난 이웰은 1940년대 세계 최고의 단거리 선수 중 한 명이었다. 이웰은 펜실베니아 주 랭커스터에 있는 존 피어솔 맥캐스키 고등학교에 다녔다. 맥캐스키 고등학교는 경기장을 그의 이름으로 헌정하여 이웰에게 경의를 표했다. 이웰은 또한 1988년 학교 창립 50주년을 맞아 J.P. 맥캐스키 체육 명예의 전당에 헌액되었다. 1986년 초에 국립 육상 명예의 전당에 헌액되었다.
이웰은 1930년대 중반에 주 최고의 고등학교 단거리 점프 선수였지만 처음에는 펜실베니아 주립 대학에 재학하면서 명성을 얻었다. 1940년에서 1940년 사이에 100m와 200m 경주를 달리고 12개의 금메달과 1942년 선수권 대회에서 우승했다. 또한 1939년부터 1948년까지 AAU 전국 대회에서 11개의 금메달을 획득했다. 1942년에 7.68m(25피트 2인치)를 뛰어넘는 뛰어난 멀리뛰기 선수이기도 했다.
1941년부터 1945년까지 조국에 봉사한 후 대학으로 돌아와 학사학위를 받았다. 올림픽 시합이기도 한 1948년 AAU 선수권 대회에서 100m 경주에서 10.2초의 세계 기록과 동급인 1948년 올림픽 팀을 구성하여 모두를 놀라게 했다.
런던 올림픽에서 자신이 100m에서 우승했다고 생각했지만 팀 동료인 해리슨 딜러드에게 승리가 주어졌다는 사실을 알게 되었다. 200m에서 이웰은 또 다른 막판 결승선을 통과했고 다시 2위를 차지했다. 이번에는 팀 동료 멜 패턴에 이어 2위를 차지했다. 에드 콘웰이 아프고 미국 팀이 쉽게 승리를 거두었을 때 4 × 100m 계주에 추가되었다. 그러나 이웰과 로렌조 라이트의 교류는 존에서 제외됐고 미국팀은 실격 처리됐다. 그러나 경주 영상을 본 후 관리들은 판결을 번복했고, 이웰은 마침내 올림픽 금메달을 획득했다.
올림픽 이후 이웰은 팬들로부터 선물을 받은 이유로 아마추어 신분을 잃었지만, 프로로서 호주와 뉴질랜드에서 계속해서 경쟁했다. 또한 1950년 여름에 스코티시 보더 게임 서킷에 참가했다. 그 주 대부분을 배스게이트 마을에서 살았다. 제드버그의 보더 게임스 서킷에서 가장 권위 있는 스프린트 중 하나에서 우승했다. 120야드가 넘는 거리를 11.37초 동안 달렸다. 또한 같은 해 8월 유명한 파우더홀 경기장에서 120야드가 넘는 스코틀랜드에서의 시간을 기념하기 위해 특별 초청 경주에 참가했다(핸디캡 경주로 운영). 스크래치 마크에서 이웰은 앨버트 C 찰스에게 간신히 패했다(12.5야드 떨어짐).
이웰은 펜실베니아주 랭커스터에서 사망했다. 오메가 사이피 형제회 회원이었다.